# هيو توماس
هيو توماس (بالإنجليزية: Hugh Hamshaw Thomas)‏ (و. 1885 – 1962 م) هو عالم نبات، وإحاثي، من المملكة المتحدة، كان عضوًا في الجمعية الملكية، توفي في كامبريدج، عن عمر يناهز 77 عاماً.

## جوائز
حصل على جوائز منها:
- زميل في الجمعية الملكية
- Darwin–Wallace Medal [الإنجليزية]‏.